# Lịch sử Internet

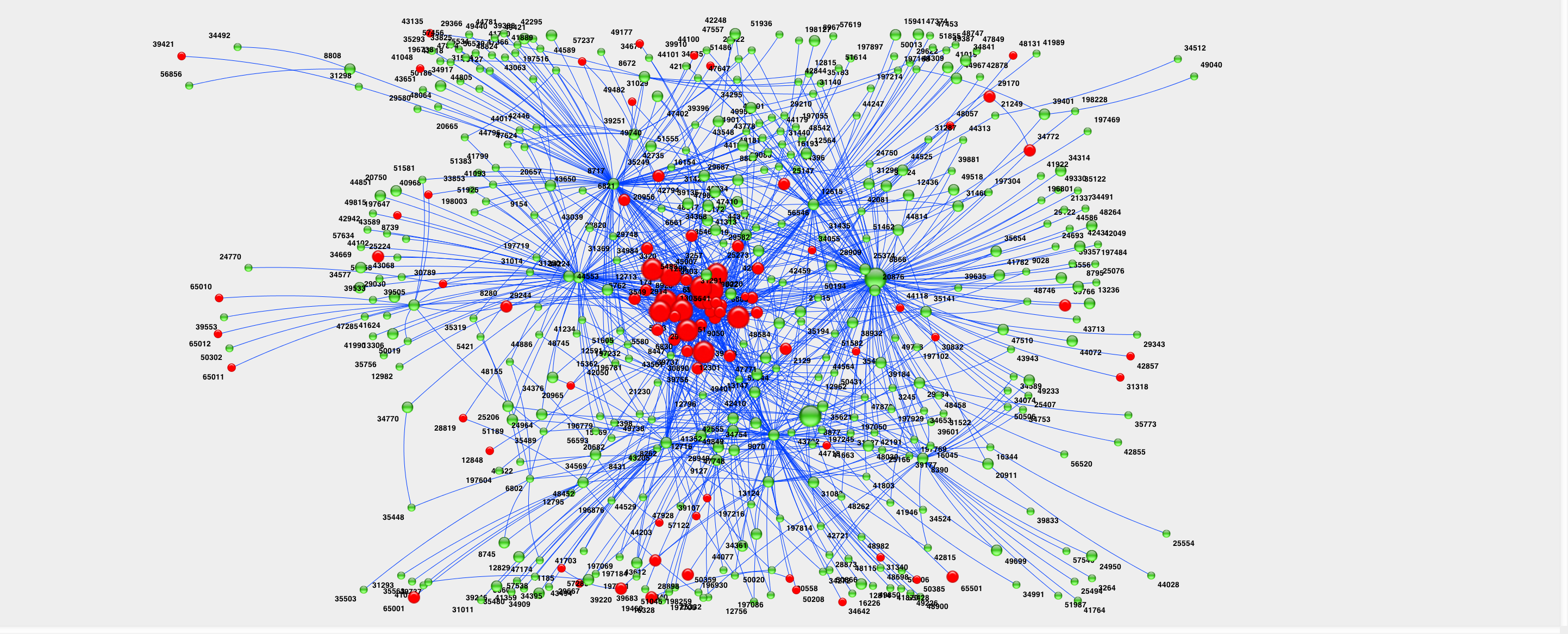

Lịch sử Internet bắt đầu với việc phát triển máy tính điện tử trong những năm 1950. Các khái niệm ban đầu về mạng diện rộng bắt nguồn từ một số phòng thí nghiệm khoa học máy tính ở Mỹ, Vương quốc Anh và Pháp. Bộ Quốc phòng Mỹ đã trao các hợp đồng sớm nhất là vào những năm 1960, bao gồm cả việc phát triển dự án ARPANET, lãnh đạo bởi Robert Taylor và quản lý bởi Lawrence Roberts. Tin nhắn đầu tiên được gửi qua ARPANET vào năm 1969 từ phòng thí nghiệm của giáo sư khoa học Leonard Kleinrock tại University of California, Los Angeles (UCLA) đến nút mạng thứ hai tại Stanford Research Institute (SRI).
Mạng chuyển mạch gói như NPL network, ARPANET, Tymnet, Merit Network, CYCLADES, và Telenet, được phát triển vào cuối những năm 1960 và đầu những năm 1970 bằng nhiều giao thức truyền thông. Donald Davies lần đầu tiên chứng minh chuyển mạch gói vào năm 1967 tại  National Physics Laboratory (NPL) ở Anh, nơi đã trở thành một thử nghiệm cho nghiên cứu của Vương quốc Anh trong gần hai thập kỷ. Dự án ARPANET đã dẫn đến sự phát triển của các giao thức cho liên mạng, trong đó nhiều mạng riêng biệt có thể được nối vào một mạng các mạng.
Bộ giao thức Internet (TCP/IP) được phát triển bởi Robert E. Kahn và Vint Cerf những năm 1970 và trở thành giao thức mạng chuẩn trên ARPANET, kết hợp các khái niệm từ dự án CYCLADES của Pháp do Louis Pouzin chỉ đạo. Đầu những năm 1980, NSF đã tài trợ cho việc thành lập các trung tâm siêu máy tính quốc gia tại một số trường đại học và cung cấp kết nối vào năm 1986 với dự án NSFNET, cũng tạo ra quyền truy cập mạng vào các siêu máy tính ở Hoa Kỳ từ các tổ chức nghiên cứu và giáo dục. Các nhà cung cấp dịch vụ Internet (ISPs) bắt đầu xuất hiện vào cuối những năm 1980. ARPANET đã ngừng hoạt động vào năm 1990. Các kết nối riêng tư hạn chế với các bộ phận của Internet bởi các thực thể thương mại chính thức xuất hiện ở một số thành phố của Mỹ vào cuối năm 1989 và 1990, và NSFNET đã ngừng hoạt động vào năm 1995, xóa bỏ những hạn chế cuối cùng đối với việc sử dụng Internet để mang theo giao thông thương mại.
Vào những năm 1980, nghiên cứu tại CERN ở Thụy Sĩ của nhà khoa học máy tính người Anh Tim Berners-Lee đã đưa ra World Wide Web, liên kết các tài liệu siêu văn bản vào một hệ thống thông tin, có thể truy cập từ bất kỳ nút nào trên mạng. Từ giữa những năm 1990, Internet đã có một tác động mang tính cách mạng đối với văn hóa, thương mại và công nghệ, bao gồm sự gia tăng của giao tiếp gần như ngay lập tức bằng thư điện tử, tin nhắn tức thời, cuộc gọi qua điện thoại Giao thức Internet (VoIP), tương tác hai chiều các cuộc gọi video và World Wide Web với các diễn đàn thảo luận, blog, mạng xã hội và các trang web mua sắm trực tuyến. Cộng đồng nghiên cứu và giáo dục tiếp tục phát triển và sử dụng các mạng tiên tiến như JANET ở Vương quốc Anh và Internet2 ở Hoa Kỳ. Lượng dữ liệu ngày càng tăng được truyền ở tốc độ cao hơn và cao hơn trên các mạng cáp quang hoạt động ở tốc độ 1 Gbit/s, 10 Gbit/s hoặc nhiều hơn. Internet tiếp quản bối cảnh truyền thông toàn cầu gần như ngay lập tức về mặt lịch sử: nó chỉ truyền được 1% thông tin truyền qua mạng viễn thông hai chiều vào năm 1993, đã là 51% vào năm 2000 và hơn 97% thông tin được điều khiển vào năm 2007. ngày nay Internet tiếp tục phát triển, được thúc đẩy bởi lượng thông tin trực tuyến, thương mại, giải trí và mạng xã hội lớn hơn bao giờ hết. Tuy nhiên, tương lai của internet toàn cầu có thể được định hình bởi sự khác biệt trong khu vực trên thế giới.

## Tiền thân
Khái niệm về giao tiếp dữ liệu - truyền dữ liệu giữa hai nơi khác nhau thông qua một môi trường điện từ như radio hoặc dây điện - trước ngày giới thiệu các máy tính đầu tiên  Các hệ thống truyền thông như vậy thường bị giới hạn trong giao tiếp điểm tới điểm giữa hai thiết bị đầu cuối. Đường dây semaphore, hệ thống điện báo và máy telex có thể được coi là tiền thân sớm của loại truyền thông này. Telegraph vào cuối thế kỷ 19 là hệ thống truyền thông kỹ thuật số hoàn toàn đầu tiên.
Công việc lý thuyết cơ bản trong truyền tải dữ liệu và lý thuyết thông tin được phát triển bởi Claude Shannon, Harry Nyquist, và Ralph Hartley ở đầu thế kỷ 20.
Máy tính ban đầu có một đơn vị xử lý trung tâm và thiết bị đầu cuối từ xa. Khi công nghệ phát triển, các hệ thống mới đã được tạo ra để cho phép giao tiếp qua khoảng cách xa hơn (đối với thiết bị đầu cuối) hoặc với tốc độ cao hơn (để kết nối các thiết bị cục bộ) cần thiết cho mô hình máy tính lớn. Những công nghệ này cho phép trao đổi dữ liệu (như các file) giữa các máy tính từ xa. Tuy nhiên, mô hình truyền thông điểm-điểm bị hạn chế, vì nó không cho phép giao tiếp trực tiếp giữa bất kỳ hai hệ thống tùy ý; một liên kết vật lý là cần thiết. Công nghệ này cũng được coi là không an toàn cho sử dụng chiến lược và quân sự vì không có con đường thay thế nào cho việc liên lạc trong trường hợp bị kẻ thù tấn công.

## Phát triển mạng diện rộng
Với các trường hợp ngoại lệ hạn chế, các máy tính đầu tiên được kết nối trực tiếp với các thiết bị đầu cuối được sử dụng bởi người dùng cá nhân, thường là trong cùng một tòa nhà hoặc trang web. Các mạng như vậy được gọi là mạng cục bộ (LAN). Mạng vượt ra ngoài phạm vi này, được gọi là mạng diện rộng (WAN), xuất hiện trong những năm 1950 và được thiết lập trong những năm 1960.

## Công nghệ Web
Web pages ban đầu được hình thành dưới dạng tài liệu có cấu trúc dựa trên Hypertext Markup Language (HTML) có thể cho phép truy cập vào hình ảnh, video và nội dung khác. Các siêu liên kết trong trang cho phép người dùng điều hướng đến các trang khác. Trong các trình duyệt sớm nhất, hình ảnh được mở trong một ứng dụng "trợ giúp" riêng biệt. Mosaic của Marc Andreessen năm và Netscape 1994 đã giới thiệu văn bản và hình ảnh hỗn hợp cho người dùng không có kỹ thuật. HTML đã phát triển trong những năm 1990, dẫn đến HTML 4 đã giới thiệu các yếu tố lớn về kiểu dáng CSS và sau đó, các tiện ích mở rộng cho phép mã trình duyệt thực hiện cuộc gọi và yêu cầu nội dung từ các máy chủ theo cách có cấu trúc (AJAX). (AJAX).

## Sử sách
đây là những vấn đề gần như không thể vượt qua trong việc ghi chép lịch sử phát triển của Internet.Quá trình số hóa đại diện cho một thách thức hai mặt cả về lịch sử nói chung và đặc biệt, đối với nghiên cứu lịch sử truyền thông. Ý thức về sự khó khăn trong việc ghi lại các phát triển ban đầu dẫn đến internet có thể được thu thập từ trích dẫn:
"Thời kỳ Arpanet có phần được ghi chép rõ ràng vì tập đoàn phụ trách - BBN - đã để lại một hồ sơ vật lý. Bước vào kỷ nguyên NSFNET, nó đã trở thành một quá trình phi tập trung đặc biệt. Bản ghi tồn tại trong tầng hầm của mọi người, trong tủ quần áo. những gì đã xảy ra được thực hiện bằng lời nói và trên cơ sở niềm tin cá nhân. "— Doug Gale (2007)